# Andrzej Zieliński
Andrzej Zieliński (polonès: Andrzej Franciszek Zieliński)  (Varsòvia, 20 d'agost de 1936 - Varsòvia, 8 de desembre de 2021) fou un atleta polonès especialista en curses de velocitat, que va competir durant les dècades de 1950 i 1960.
El 1964 va prendre part en els Jocs Olímpics d'Estiu de Tòquio, on va disputar dues proves del programa d'atletisme. Fent equip amb Wiesław Maniak, Marian Foik i Marian Dudziak guanyà la medalla de plata en els 4×100 metres, mentre en els 200 metres quedà eliminat en sèries.
En el seu palmarès també destaca una medalla de plata en els 4x100 metres al Campionat d'Europa d'atletisme de 1962, formant equip amb Jerzy Juskowiak, Zbigniew Syka i Marian Foik. Aconseguí quatre campionats nacionals, dos dels 100 metres (1959 i 1962), un dels 200 metres (1962) i un del relleu 4x100 metres (1964).

## Millors marques
- 100 metres. 10.2" (1962)
- 200 metres. 20.7" (1962)[5]